# Kantharia
Kantharia (Kuntharia) fou un petit estat tributari protegit al prant de Jhalawar a l'agència de Kathiawar, província de Gujarat, presidència de Bombai. La superfície era de 36 km² i estava format per dos pobles amb cinc tributaris separats, pagant un tribut de 149 lliures al govern britànic i 20 al Gaikwar de Baroda; els ingressos estimats el 1881 eren de 1049 lliures. Els cinc propietaris talukdars eren jhala rajputs de casta.